# Anja Rücker
Anja Rücker (Bad Lobenstein, 20 de dezembro de 1972) é uma ex-velocista alemã especializada nos 400 m rasos, campeã mundial e medalhista olímpica de atletismo. Conquistou a medalha de ouro no revezamento 4x400 m  no Campeonato Mundial de Atletismo de 1997, em Atenas, Grécia, junto com  Anke Feller, Uta Rohländer e Grit Breuer. Também ganhou uma medalha de prata e de bronze no Mundial de Sevilha 1999.
Nos Jogos Olímpicos, conquistou um bronze em Atlanta 1996 também no 4x400 metros.